# Гадиев, Сека Куцриевич
Сека́ Куцри́евич Га́диев (осет. Гӕдиаты Куыцырийы фырт Секъа; 1855 или 1857, село Нижний Ганиси в Гудском ущелье, Душетский уезд, Тифлисская губерния — 21 июля (3 августа) 1915, Владикавказ) — российский осетинский поэт и прозаик, классик осетинской литературы. Основоположник осетинской классической прозы.

## Биография

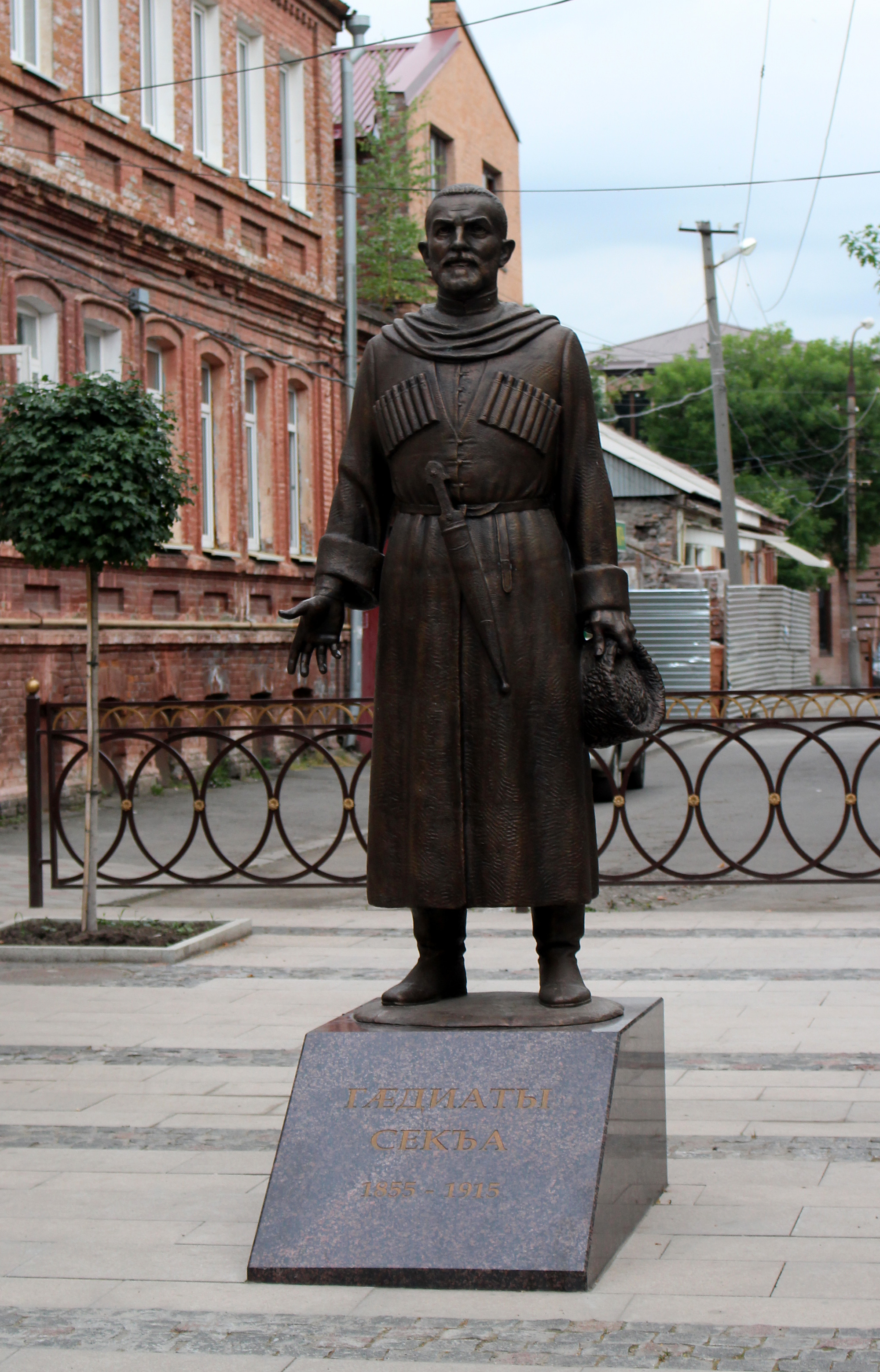
Памятник Сека Гадиеву, установленный на проспекте Мира в г. Владикавказ

Детство Сека провёл в нужде и тяготах. Грамоте он научился в 18 лет. В 1872 году стал служить псаломщиком в Гудской церкви. Однако небольшое жалованье не могло обеспечить существование семьи из 8 человек, и в том же году Сека в поисках лучшей жизни переселился в Северную Осетию. Здесь он также продолжал служить псаломщиком в осетинских селениях. Однако материальное состояние семьи заметно не улучшилось. Его детям, как и ему самому, часто приходилось батрачить.
В 1912 году Сека поселился во Владикавказе. 
Писать Гадиев начал в конце семидесятых годов XIX века. Однако самоучкой, овладевшему грамотой горцу-крестьянину долго и упорно пришлось работать над расширением своих литературных знаний и грамотности. При себе он постоянно носил небольшую книжечку, которую прятал за голенищем сапог. Когда его озаряли литературные мысли, он доставал книжечку и тщательно записывал их.
Наиболее ярко и всесторонне талант писателя проявился на рубеже XIX—XX веков. С самого начала своей творческой деятельности Сека испытал сильное влияние поэзии Коста Хетагурова. Первый сборник стихотворений Гадиева «Осетинский пастух» вышел в свет в 1905 году. Он состоял из 25 стихотворений и 22 басен. С самого начала своей писательской деятельности Гадиев стоял на позициях реализма. Всю свою жизнь он провел в гуще трудового народа, среди бедноты. Непосредственно общаясь с массами, он прекрасно знал мысли и чаяния простых людей. Угнетенное положение народа, заветная мечта и стремление трудовых масс к светлому будущему нашли четкое отражение в стихотворениях Гадиева.
Многие стихи Сека посвящены вопросам нравственности и морали. Он выступал против калыма, пышных поминок, пьянства, воровства, лени.
Прекрасный талант Гадиева раскрылся главным образом в прозе. Он считается одним из зачинателей художественной прозы на осетинском языке. Основное место в прозе Сека Гадиева занимают рассказы, снискавшие писателю общенародное признание.
Известно, что Сека Гадиев не единожды участвовал в спорных вопросах, выступая примирителем сторон.
...21 июля (3 августа) 1915 года Сека Гадиев отправился на арбе из Владикавказа в Гудское ущелье, чтобы выступить посредником между крестьянами, конфликтовавшими из-за земельных вопросов. Неожиданно лошадь рванулась и Сека выпал из арбы, получив тяжелую травму головы, от которой и скончался. Он был похоронен на Мещанском кладбище Владикавказа, близ Ильинской часовни, впоследствии преобразованной в храм. В советское время могила писателя была утрачена.
Его сын, Цомак Секаевич, также был известным писателем.